# Крушевачка област
Крушевачка област је једна од 33 области у Краљевини Срба, Хрвата и Словенаца.

## Административна подела
Област је садржавала срезове:
- Жупски (Александровац)
- Копаонички (Брус)
- Ражањски
- Расински (Крушевац)
- Трстенички

## Велики жупани
- 1922-1924 Марко Новаковић (други пут)
- 1924-1925 Др Ђорђе Бошковић (други пут)
- 1925-1927 Михајло Павловић (1876-1928), из Крушевца
- 1927-1929 Милутин Нагулић (1885-1953), из Сталаћа
- 1929 Мирослав Динић
- 1929 Др Душан Петровић[2]